# Hans Hermann von Katte
Hans Hermann von Katte (28 febbraio 1704 – 6 novembre 1730) è stato un militare prussiano, noto per la sua amicizia con Federico II di Prussia e le circostanze in cui trovò la morte.

## L'arresto e la morte
Hans Hermann von Katte prestava servizio nell'esercito ed era di stanza nella guarnigione di Küstrin quando conobbe il principe Federico, il quale - dato il pessimo rapporto e le angherie che subiva dal padre, il re Federico Guglielmo I di Prussia - meditava costantemente la fuga. Katte aiutò Federico a preparare la fuga verso la Francia, da dove poi sarebbe proseguito verso l'Inghilterra. Federico e il suo attendente von Keith furono però fermati prima di raggiungere la frontiera, mentre von Katte, il cui coinvolgimento nella vicenda parve subito chiaro, fu arrestato a Küstrin. 
I due furono allora portati dinanzi al tribunale militare di Köpenick, che condannò von Katte all'ergastolo e si dichiarò non competente per il principe Federico. Il Re però, come era in suo potere, commutò l'ergastolo di von Katte in condanna a morte, che era effettivamente prevista per il reato di diserzione. Inizialmente il re era intenzionato a ordinare l'esecuzione anche di Federico, ma fu però dissuaso dai suoi ministri; in compenso però costrinse Federico ad assistere all'esecuzione dell'amico. Hans Hermann von Katte fu decapitato a Küstrin il 6 novembre 1730. La spada dell'esecuzione è conservata nel museo cittadino di Brandeburgo sulla Havel.

## Nella cultura di massa
Il personaggio di Hans Hermann von Katte compare in alcuni film che fanno parte della serie comunemente definita Fridericus-Rex-Filme, una serie di film incentrati sulla figura di Federico II, molto popolari in Germania nel periodo che va dalla fine della grande guerra fino alla fine della seconda guerra mondiale.